# Tiruccsirápalli
Tiruccsirápalli (tamil nyelven: திருச்சிராப்பள்ளி, angolul: Tiruchirappalli vagy Trichy) város India déli részén, Tamilnádu szövetségi államban, a Kaveri folyó partján. A város lakosainak száma 847 ezer, elővárosokkal 1,02 millió fő volt 2011-ben.
Iparváros, üzleti, oktatási és közigazgatási központ. A legfőbb látnivaló a folyóparton, a város feletti Szikla-erőd, szentélyekkel, barlangtemplomokkal. A közeli Szrírangam fontos zarándokhely. 

## Fordítás
- Ez a szócikk részben vagy egészben  a   Tiruchirappalli című angol Wikipédia-szócikk fordításán alapul.  Az eredeti cikk szerkesztőit annak laptörténete sorolja fel. Ez a jelzés csupán a megfogalmazás eredetét és a szerzői jogokat jelzi, nem szolgál a cikkben szereplő információk forrásmegjelöléseként.
- Ez a szócikk részben vagy egészben  a   Tiruchirappalli című német Wikipédia-szócikk fordításán alapul.  Az eredeti cikk szerkesztőit annak laptörténete sorolja fel. Ez a jelzés csupán a megfogalmazás eredetét és a szerzői jogokat jelzi, nem szolgál a cikkben szereplő információk forrásmegjelöléseként.